# Dobrova, Dobrova-Polhov Gradec
Dobrova este o localitate din comuna Dobrova - Polhov Gradec, Slovenia, cu o populație de 913 locuitori.